# Camillo Orsini
(Domenico Promis parlando di Camillo Orsini)
Camillo Orsini (Roma, 1492 – Roma, 8 aprile 1559) è stato un condottiero italiano e Capitano generale della Chiesa.

## Biografia
Era figlio di Paolo Orsini (1450-1503), marchese di Atripalda e signore di Mentana, e di Giulia Santacroce.
All'età di dieci anni fu iniziato al mestiere delle armi, fu nel 1508 al servizio di Bartolomeo d'Alviano in Cadore, quindi nel 1510 passò al servizio dello Stato della Chiesa. Tenne la carica finché papa Leone X non depose e fece giustiziare il suocero Giampaolo Baglioni, signore di Perugia.
Nel 1522 passò al servizio di Venezia fino al 1543, partecipando anche alla battaglia di Pavia nel 1525. Scampò al sacco di Roma degli imperiali nel 1527.
Nell'agosto 1529 guidò le truppe veneziane di terra nell'attacco e nella presa dei castelli di Brindisi, impresa resa inutile dalla sopraggiunta Pace di Cambrai.
Dal 1543 si ritirò a Ferrara e nel 1547 ritornò al servizio dello Stato della Chiesa. Dopo l'assassinio di Pier Luigi Farnese, papa Paolo III lo nominò governatore di Parma, rimanendo in carica fino alla nomina del duca Ottavio Farnese. Nel 1551-1552 fu al comando dell'esercito pontificio nella guerra di Parma condotta da papa Giulio III contro i Farnese.
Papa Paolo IV gli affidò la difesa di Roma durante la guerra contro il Regno di Napoli del 1556-1557, nominandolo capitano generale della Chiesa il 27 gennaio 1559 e membro del Sacro Consiglio il 3 febbraio 1559.
Morì a Roma l'8 aprile 1559.

## Discendenza
Camillo Orsini sposò in prime nozze Brigida Orsini, dalla quale ebbe un figlio:
- Paolo (?-1581), condottiero

Sposò in seconde nozze Elisabetta Baglioni, dalla quale ebbe:
- Giulia (?-1598), sposò Baldassarre Rangoni
- Virginio
- Maddalena (1534-1605), monaca, fece edificare a Roma la scomparsa Chiesa di Santa Maria Maddalena al Quirinale
- Giovanni, condottiero.

Camillo ebbe anche due figli naturali:
- Fabio, morto giovane
- Latino (?-1581 ca.), condottiero, che continuò la discendenza estintasi con Francesco Felice (+ Vienna 1679), figlio di Alessandro (1611 ca. - 1692), I principe di Amatrice.